# シマロン (アルバム)
| 専門評論家によるレビュー | 専門評論家によるレビュー |
| レビュー・スコア         | レビュー・スコア         |
| 出典                     | 評価                     |
| ------------------------ | ------------------------ |
| オールミュージック       | [ 1 ]                    |
| The Austin Chronicle     | [ 2 ]                    |

『シマロン』(Cimarron)はエミルー・ハリスの1981年のアルバムである。
前作『エヴァンジェリン』同様にハリスのほかのアルバムに収録されなかったアウトテイクで構成されている。このため、当時の評論家からはアルバムが「ぶつ切り」であり、サウンドの統一性に欠けていると批判されたが、米国のカントリー・チャートで健闘し、3枚のトップ10シングルを輩出している。それは『ボーン・トゥ・ラン』（ブルース・スプリングスティーンの同名の曲と間違えないように）、『イフ・アイ・ニーデッド・ユー』（ ドン・ウィリアムズとのデュエット）、『テネシー・ローズ』の3枚である。
また、1982年のグラミー賞にノミネートされ、ベスト・カントリー・ボーカル・パフォーマンスの女性部門で選ばれた。ヴィニール盤はは1980年代後半から絶版になっていたが、2000年にエミネント・レコード からようやく新しいライナーノーツとボーナストラックとして『カラー・オブ・ユア・ハート』が追加されたCD版がリリースされた。

## トラックリスト
| Spanish Is a Loving Tongue, with Fayssoux Starling |                                                                      |                                                                      |      |
| #                                                  | タイトル                                                             | 作詞・作曲                                                           | 時間 |
| 1.                                                 | 「シマロンの薔薇」(Rose of Cimarron)                                 | ラスティ・ヤング                                                     | 4:21 |
| 2.                                                 | 「スペイン語は愛の言葉」(Spanish is the Loving Tongue)               | トラディショナル                                                     | 3:20 |
| 3.                                                 | 「イフ・アイ・ニーデッド・ユー」(If I Needed You, with Don Williams) | タウンズ・ヴァン・ザント                                             | 3:37 |
| 4.                                                 | 「アナザー・ロンサム・モーニング」(Another Lonesome Morning)         | クリントン・コダック・アドコック、ウェンディ・スペシャル・ザッチャー | 3:04 |
| 5.                                                 | 「ザ・ラスト・チーターズ・ワルツ」(The Last Cheater's Waltz)         | ソニー・スロックモートン                                             | 5:37 |
| 6.                                                 | 「ボーン・トゥ・ラン」(Born to Run)                                  | ポール・ケナーリー                                                   | 3:48 |
| 7.                                                 | 「ザ・プライス・ユー・ペイ」(The Price You Pay)                      | ブルース・スプリングスティーン                                       | 4:39 |
| 8.                                                 | 「サン・オブ・ア・ロトン・ギャンブラー」(Son of a Rotten Gambler)    | チップ・テイラー                                                     | 4:15 |
| 9.                                                 | 「テネシー・ワルツ」(Tennessee Waltz)                                | レッド・スチュワート、ピー・ウィー・キング                           | 2:30 |
| 10.                                                | 「テネシー・ローズ」(Tennessee Rose)                                 | カレン・ブルック、ハンク・デヴィート                                 | 5:34 |
| 11.                                                | 「カラーズ・オブ・ユア・ハート」(Colors of Your Heart, Bonus Truck)  | ロドニー・クロウエル                                                 | 4:20 |

## パーソネル
- ブライアン・ エイハーン - アコースティックギター、エレキギター、6弦ベース、アーニーボールベース、パーカッション
- ジョー・アレン - エレクトリックベース
- マイク・ボーデン - ベース
- トニー・ブラウン - ピアノ、エレクトリック・ピアノ
- バリー・バートン - アコースティックギター
- ジェームズ・バートン - エレクトリックギター
- チャールズ・コクラン - エレクトリックピアノ
- ドニヴァン・コウォールト - バッキングボーカル
- ロドニー・クロウエル - アコースティックギター
- ハンク・デヴィート - ペダルスチール
- スティーヴ・フィシェル - アコースティックハワイアンギター、パーカッション、ペダルスチール
- ウェイン・グッドウィン - フィドル、マンドリン
- エモリー・ゴーディ・ジュニア - ベース、エレクトリックベース
- グレン・ハーディン - ピアノ、エレクトリックピアノ、弦楽編曲
- エミルー・ハリス - ボーカル、アコースティックギター、バッキングボーカル
- ドン・ジョンソン - エレクトリックピアノ
- ポール・ケナリー - アコースティックギター
- デヴィッド・カービー - アコースティックギター
- アルバート・リー - マンドリン
- ケニー・マローン - ドラムス、コンガ
- ハーブ・ペダーセン - バンジョー、バッキングボーカル
- ミッキー・ラファエル - ハーモニカ
- フランク・リカード - エレクトリックギター、ガット弦ギター
- リッキー・スキャッグス - バンジョー、フィドル、バッキングボーカル
- バディ・スピッチャー - ヴィオラ
- フェイソー・スターリング - デュエットボーカル、バッキングボーカル
- バリー・タシアン - アコースティックギター、エレクトリックギター、バッキングボーカル
- ジョン・ウェア - ドラムス
- シェリル・ホワイト - バッキング・ボーカル
- シャロン・ホワイト - バッキングボーカル
- ドン・ウィリアムズ - デュエット・ボーカル

## 技術
- ブライアン・エイハーン - プロデューサー、エンジニア
- ドニヴァン・コウォールト - エンジニア
- ガース・ファンディス - プロデューサー（3）
- スチュアート・テイラー - エンジニア
- ドン・ウィリアムズ - プロデューサー（3）